# Géza Anda
Géza Anda (AFI: [ˈɡeːzɒ ˈɒndɒ]; Budapeste, 19 de novembro de 1921 - Zurique, 14 de junho de 1976) foi um pianista húngaro. Célebre intérprete do repertório clássico e romântico, conhecido especialmente por suas performances ao vivo e gravações de Wolfgang Amadeus Mozart, também foi um importante intérprete da obra de Ludwig van Beethoven, Robert Schumann, Johannes Brahms e Béla Bartók.
No auge de sua carreira foi considerado como um artista habilidoso, dotado de uma técnica bela, natural e impecável que dava a seus concertos uma qualidade única. A maior parte de suas gravações foi feita pela gravadora Deutsche Grammophon. Faleceu em 14 de Junho de 1976 em Zurique, Suíça, vítima de Câncer de esôfago.